# Жабинский, Ян
Ян Жабинский, (пол. Jan Żabiński, 8 апреля 1897, Варшава — 26 июля 1974, там же) — польский зоолог, физиолог, писатель-популяризатор зоологии, участник Варшавского восстания, Праведник мира.
Брат участницы Варшавского восстания доктора Ханны Петриновской, муж зоолога и писательницы Антонины Жабинской.

## Биография
Получил степень инженера-агронома в Высшей школе сельского хозяйства в Варшаве, докторскую степень по физиологии в Варшавском университете, хабилитированного доктора в Университете Марии Кюри-Склодовской в Люблине.
Был организатором Варшавского зоопарка, а в 1929 г. стал его первым директором, оставаясь на этой должности до марта 1951 г.
В 1918—1944 гг. проводил преподавательскую работу в польских школах, а во время войны — также в подпольном Варшавском университете.
В сентябре 1939 г. зоопарк, поблизости от которого располагалась батарея ПВО Варшавы, сильно пострадал от бомб; многие животные погибли или разбежались. Часть животных немцы вывезли в другие зоопарки (в частности, в Кёнигсберг, Ганновер и Вену). Опустевшие помещения Ян и Антонина Жабинские использовали для сокрытия евреев, которые тайно пробирались к ним с территории Варшавского гетто. Жабинский лично посещал гетто под предлогом поиска отходов для откорма свиней, поскольку на территории зоопарка во время войны существовала свиноферма. В течение трёх лет на территории зоопарка скрывалось более 300 евреев, некоторые из них даже жили на территории виллы Жабинских, расположенной на территории зоопарка.
Ян Жабинский был воином Армии Крайовой, дослужился до звания поручика. Во время Варшавского восстания командовал взводом, после тяжёлого ранения был помещён военнопленным в офлаг.
Под конец 1945 г. возвратился в Польшу и занялся научной и популяризаторской деятельностью, главным образом на Польском радио. В качестве диктора провёл более 1500 передач. С 1947 г. — член Государственного совета охраны природы. Популяризировал акцию по возвращению зубра в дикую природу. С 1947 г. редактировал Родословную книгу зубров.
За спасение евреев в 1965 г. израильский институт Яд Вашем присвоил супругам титул Праведников мира. Среди спасённых была скульптор Магдалена Гросс.
Выпустил свыше 60 научно-популярных книг, а также 6 переводов и 32 научных работы. Был награждён Командорским крестом ордена Polonia Restituta, наградами города Варшава, премией имени Брунона Винавера, премией Польского радио «Золотой микрофон».
Жена, Антонина Жабинская, также была писателем. В частности, автор мемуаров «О людях и зверях», детской книги «Джолли и её друзья», опубликованной также в переводе на русский язык.
В 2007 г. американская писательница Диана Акерман опубликовала книгу «Жена владельца зоопарка» («The Zookeeper’s Wife») о подвиге семьи Жабинских во время войны, основанную главным образом на воспоминаниях Антонины Жабинской. В 2009 г. в польском издательстве «Świat Książki» вышел перевод этой книги под названием «Убежище. Рассказ о евреях, укрытых в варшавском зоопарке». В 2017 г. на экраны вышел одноимённый фильм (в роли Яна — Йохан Хельденберг, в роли Антонины — Джессика Честейн).
Ян Жабинский и его жена Антонина похоронены на варшавском кладбище Повонзки, сектор 212.